# マイケル・シェファース
マイケル・シェファース（Maikel Scheffers、1982年9月7日 - ）は、オランダの車いすテニス選手。北京パラリンピックおよび2020年東京パラリンピックの銅メダリスト。マイケル・シェファーズまたはマイケル・スヘファースの表記もある。

## 人物
オランダ北ブラバント州スヘルトーヘンボスに生まれる。二分脊椎症のため下肢に障害がある。右利き。
11歳で車いすテニスを始めた。パラリンピックでは、初出場となる2008年北京大会の男子シングルスで銅メダルを獲得、2020年東京大会の男子ダブルスで銅メダルを獲得した。

## 主要大会獲得タイトル

### 男子シングルス
- オーストラリアン・オープン
  - 2012
- ローラン・ギャロス
  - 2011
- 全英オープン
  - 2010, 2011

### 男子ダブルス
- オーストラリアン・オープン
  - 2011[注釈 1]
- ローラン・ギャロス
  - 2008[注釈 1]
- 全英オープン
  - 2014[注釈 2]
- ウィンブルドン選手権
  - 2011[注釈 3]
- 全米オープン
  - 2010[注釈 3]
- 車いすテニスダブルスマスターズ
  - 2006[注釈 4]

### 国別対抗団体戦
- ワールドチームカップ
  - 2006